# Maria in der Aue

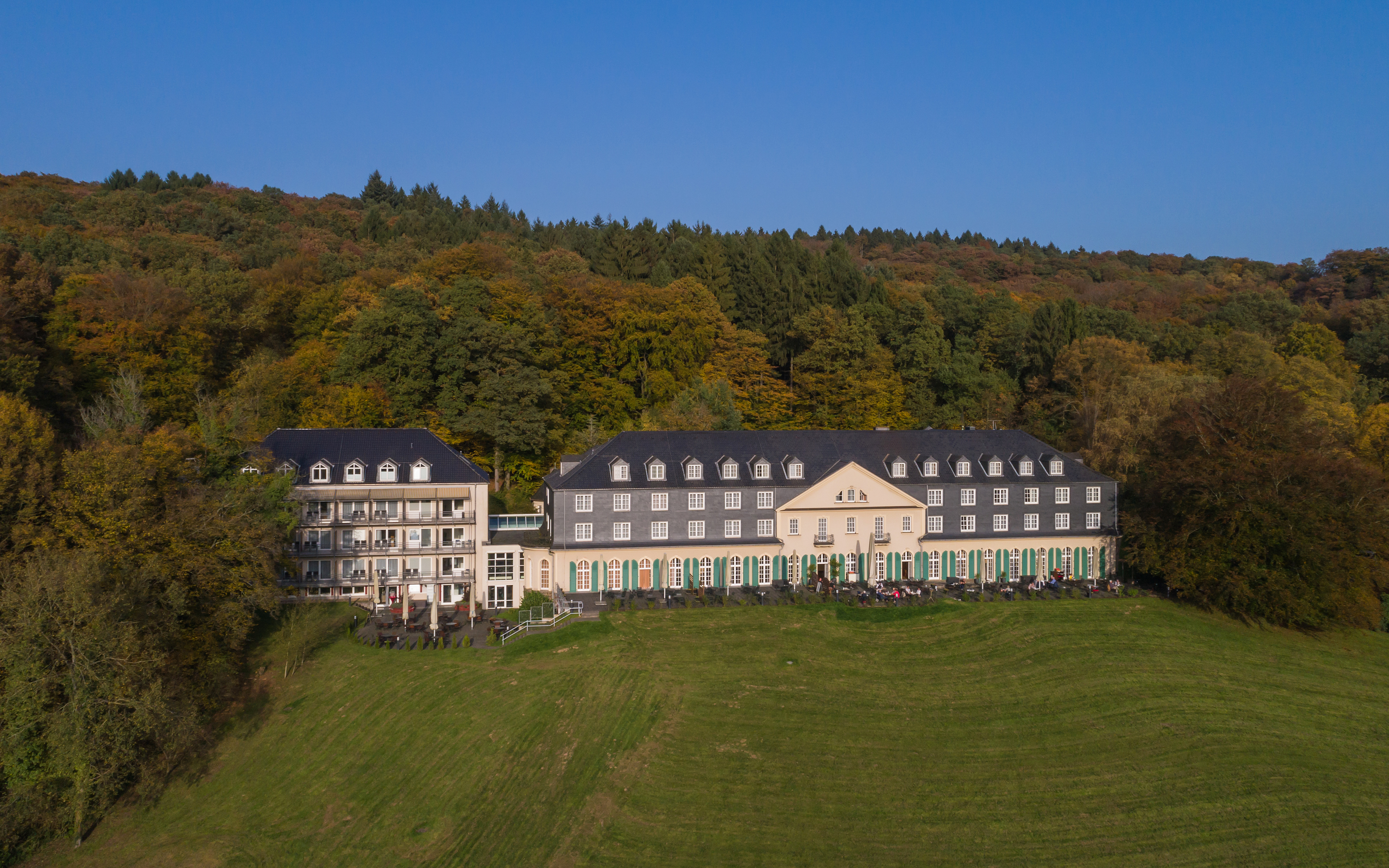
Luftaufnahme Haus Maria in der Aue

Maria in der Aue ist der Name eines Tagungshotels in Dabringhausen im Bergischen Land. Zu Ende der 1920er Jahre als Wohnsitz einer Industriellenfamilie errichtet, hieß es bis zur Mitte der 1950er Jahre noch Schloss Haniel.

## Vorgeschichte
Im Jahre 1379 bekennen Bruin von Garderode und seine Gattin Metza mit Zustimmung ihrer Kinder vor dem Gericht zu Dabringhausen, ihren Hof zum Steinhaus der Abtei Altenberg unter Abt Johann II. verkauft zu haben. Auf diesem Land liegt heute das Haus Maria in der Aue. Am 1. März 1925 kaufen Landrat a. D. Karl Haniel und seine Ehefrau Edith geb. Schleicher das Gut Steinhausen mit 157 Morgen Land für 80.000 Mark ohne Inventar (s. Literatur) und lassen es zu einem modernen landwirtschaftlichen Betrieb ausbauen.
Das gesamte Areal von Schloss Haniel umfasste auch die seit dem Ende des Ersten Weltkriegs auf alliiertes Verdikt stillgelegten und zerstörten Anlagen und zum Verkauf stehenden Grundstücke der Schwarzpulvermühlen entlang der Dhünn bis Altenberg.

## Bau des „Großen Hauses“ und Zeit des Nationalsozialismus

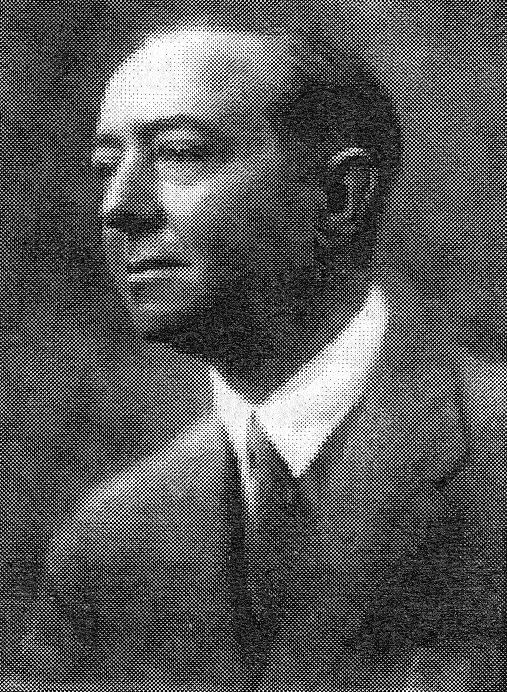
Karl Haniel, 1920

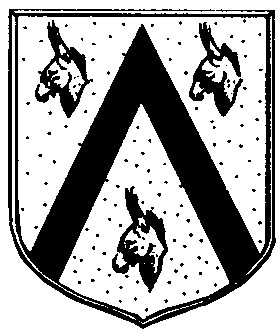
Wappen Haniel 1920

In den Jahren 1927/1928 ließ der Großindustrielle Karl Haniel das Schloss, genannt „Das große Haus“, nahe der Dhünn an der Grenze zu Altenberg als Jagd- und Gästehaus im barocken Stil und mit allem Komfort nach Plänen des Berliner Architekten Otto Walter für 16 Millionen Reichsmark (umgerechnet rund 55 Millionen Euro) erbauen.
Ausgestattet mit einem beheizten Schwimmbad im Keller, aus Holz gefertigter Kegelbahn in einem Seitenflügel, großer kostbarer Bibliothek, geräumigem Speisesaal mit Großküche, sogar einer Küche für Hundefutter, weitläufigen Salons, einer Bar sowie einer Orgel mit 20 Registern (Kosten: 40.000 Mark), stellte es eine besonders großartig angelegte Villa damaliger Großindustrieller dar.
Das gesamte Gelände war eingezäunt und mit schmiedeeisernen Toren und, zumeist unversperrten, gusseisernen Drehtüren versehen. Über einer der Drehtüren war die Aussage befestigt mit dem Hinweis „Der Wanderer ist hier willkommen“. Heute sind nur noch die Mauerpfeiler aus Bruchstein erhalten. Das Wappen der Familie Haniel ist als Supraporte über dem Türsturz eingemeißelt (und über der Tenne des benachbarten Hofes Steinhausen eingeschnitzt) und besteht aus drei Eselsköpfen nach dem französischen Wort âne ‚Esel‘, aus dem im ausgehenden Mittelalter im französischsprachigen Raum der Familienname Haniel entstand. In der Eingangshalle des Schlosses finden sich die Eselsköpfe in den Marmorboden eingelassen. Über dem Toreingang steht in Latein eingeschnitzt: Ille terrarum mihi praeter omnes angulus ridet ‚Dieser Platz lächelt mir auf Erden am meisten zu‘.

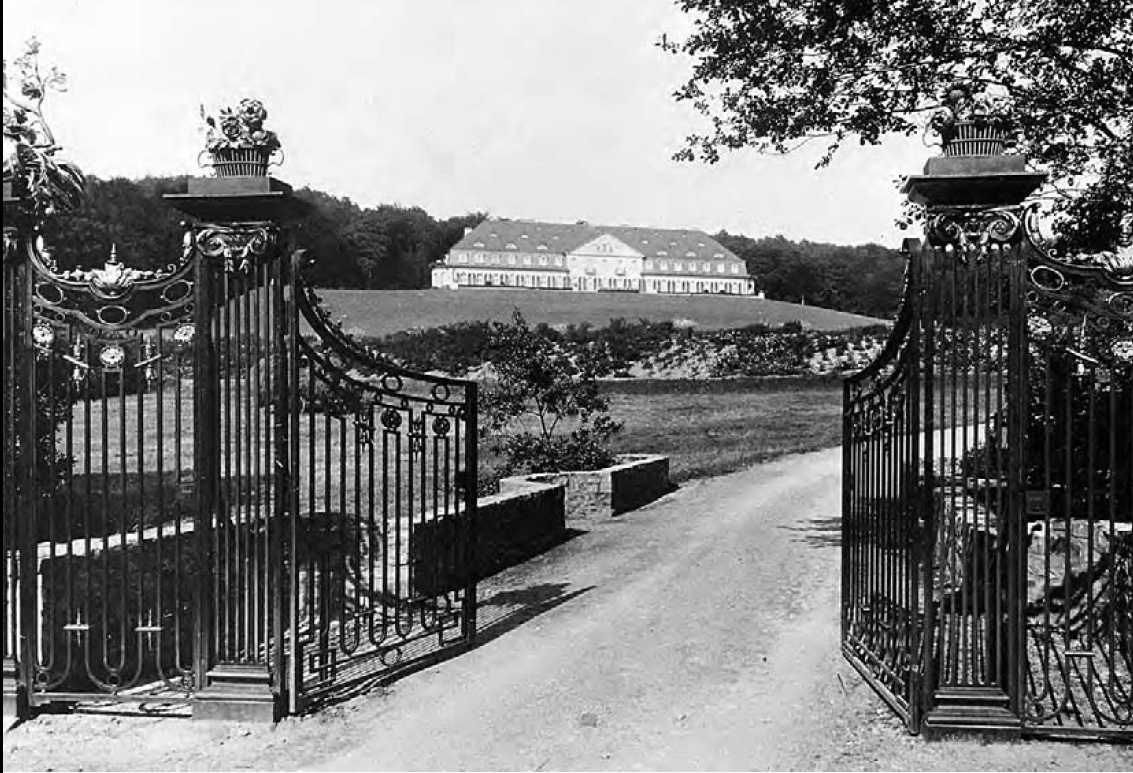
Schloss Haniel ca. 1930

Zum weitläufigen Anwesen gehörten ferner eine Gärtnerei, ein Bauernhof („Gut Steinhausen“, das zeitgleich durch den Architekten Walter deutlich umgestaltet und zu einem für damalige Verhältnisse leistungsfähigen und modernen landwirtschaftlichen Betrieb vergrößert wurde), und im Tal eine neu erbaute Remise mit Kutschen- und Autogaragen und Pferdestall (später „Brunnenhaus“ genannt, weil dort bis 1982 die Wasserversorgung der Aue untergebracht war, heute Seminarzentrum), Forsthaus (zuvor „Helenenhof“, Ferienhaus der Haniels seit Ende des 19. Jahrhunderts) und Reitplatz sowie Tennisplätzen mit Erholungsräumen und in einer Sprengschutzaufschüttung einer ehemaligen Pulvermühle ein (ungeheiztes) Freibad (heute alles eingeebnet).
Die mit Felssprengungen einhergehende Ausführung und Überwachung der Baumaßnahmen, bei der zeitweise bis zu 400 Arbeiter beschäftigt waren, lag bei Karl Haniels Ehefrau Edith, die auch die Idee vom „Schloss“ überhaupt aufgebracht haben mochte, denn ihr Vater Richard Schleicher, Nadelfabrikant in der Eifel, hatte dort schon Jahre zuvor eine alte Burg erworben.
In den Jahren 1928 bis zu Anfang der 30er Jahre wurden ausschweifende Feste auf dem Schloss gegeben. Unter den  Gästen waren viele Adelige, darunter auch Hohenzollern. Auf den beiden Tennisplätzen des Schlosses soll der populäre Davis-Cup-Sieger Gottfried von Cramm gespielt haben. Bis zu 17 Bedienstete sorgten für die Haniels und das reibungslose Leben auf dem Schloss.
Schon 1934 zog die Familie wieder aus. Offiziell heißt es vielerorts, dass Edith Haniel – nach den Maßstäben der nationalsozialistischen Nürnberger Gesetze – nicht rein arisch war und deswegen mit ihrem Mann und den zwei Adoptivkindern in die USA ziehen musste. Innerhalb der Familie Haniel soll es aber heißen, dass der weitläufige „Palast“ der Familie (Karl und Edith) wohl doch eine Nummer zu groß war. Auch dürften die Folgen der Weltwirtschaftskrise den Haniels zugesetzt haben, so dass man das Schloss verkaufen musste. Nach Ansicht und Recherchen eines lokalen Geschichtsvereins zogen die Haniels jedoch nicht in die USA, sondern in den einige hundert Meter entfernten Helenenhof, wo 1944 zuerst Karl Haniel und im Jahr 1961 Edith Haniel starb.
Die Nationalsozialistische Volkswohlfahrt kaufte 1941 das Schloss samt 30 Morgen Land für 600.000 Reichsmark und richtete ein Kindergärtnerinnen-Seminar, als Nebenstelle der NS-Ordensburg Vogelsang in der Eifel, ein; kurzzeitig wohnte auch der Kölner Gauleiter Josef Grohé auf seiner Flucht im März 1945 in dem Haus.

## Nachkriegszeit
Nach dem Krieg ging das Schloss zunächst an die alliierten Besatzungsmächte und anschließend auf das Land Nordrhein-Westfalen zur Nutzung durch das Innenministerium über, das es bis 1953 als Kindererholungsheim betrieb.  1956 erwarb das Familien-Ferien-Werk e. V. des Erzbistums Köln das Haus.

„Im April 1953 hatte Pastor Karl Geerling, der Gründer des Familien-Ferien-Werks e. V. (FFW), von dem zum Verkauf stehenden ‚Schloss Haniel‘ bei Altenberg gehört und es auch besichtigt, wurde aber durch einen kurze Zeit später erlittenen Herzinfarkt an weiteren Aktivitäten gehindert. So dauerte es bis zu einem erneuten Anlauf fast zwei Jahre: im Februar 1955 wanderte Geerling mit seiner Schwester [Anna] und dem FFW-Vorstandsmitglied [und Architekten] Ständer von Altenberg aus zu dem Schloss, um in Erfahrung zu bringen, ob es noch zum Verkauf stand. Fast ein Jahr später, am 13. Juli 1956, erwarb das FFW das ‚Haus Maria in der Aue‘ samt angrenzenden Gebäuden [dem Brunnenhaus] und einem stattlichen Waldgebiet vom Land Nordrhein-Westfalen zum Preis von 184.000 DM. Die Bundesregierung stellte hierbei aus ihrem erstmals geführten Haushaltstitel ‚Familienerholung‘, der 500.000 DM umfasste, einen Betrag in Höhe von 150.000 DM zur Verfügung. Unter der Obhut von Klemens Heckeley [dem Vater des späteren Pressesprechers des Erzbistums Köln, Christoph Heckeley], der die Leitung des Hauses am 1. April 1956 übernahm [und auch dort mit seiner Familie wohnte], wurde das Haus vom FFW für seine Familien-Ferien-Freizeiten genutzt: 13 Familien mit etwa 55 Kindern fanden seinerzeit hier Platz; das ebenfalls miterworbene Brunnenhaus, das damals die hauseigene Wasserversorgung sicherstellte, bot nach einem Umbau ab dem Jahr 1958 weiteren vier Elternpaaren und 32 Kindern Platz; im Gärtnerhaus schliefen zeitweise die älteren Jungen.“

## Großbrand und Wiederaufbau

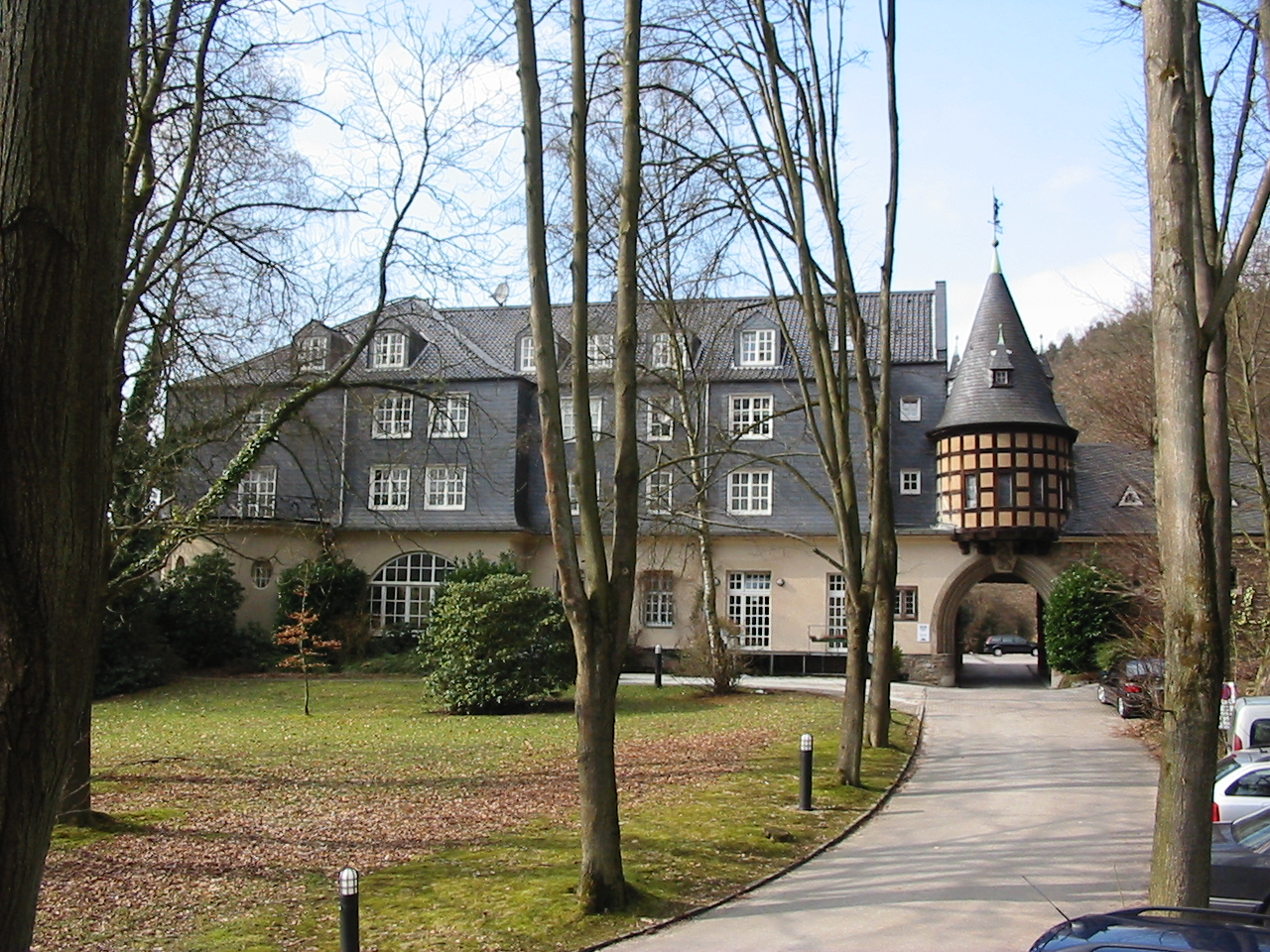
Haus Maria in der Aue, Ostseite

„In diesem Rahmen wurde das ‚Haus Maria in der Aue‘ genutzt, bis in den Mittagsstunden des 18. September 1971 ein Kurzschluss im Dachgebälk einen Großbrand verursachte, der das gesamte Haus einäscherte [und große Teile des Anwesens zerstörte. Auf dem Jugendstilgarten mit Teichanlagen entstand im Rahmen des Wiederaufbaus das seit langen Jahren geplante Kinderhaus, zunächst in Waschbetonbauweise mit Flachdach. Der eigentliche Wiederaufbau des Schlosses begann dann] am 4. April 1974. Fast exakt zwei Jahre später wurde das neu errichtete Haus vom seinerzeitigen Vorsitzenden des FFW, Prälat Georg Alfes, im internen Kreis gesegnet, und am 3. April 1976 begannen die ersten Familien-Ferien-Freizeiten in dem nunmehr vergrößerten Haus: jetzt fanden 26 Ehepaare mit 98 Kindern hier Platz. Der Kölner Kardinal Joseph Höffner weihte das ‚neue alte Haus‘ am 25. August 1976 in festlichem Rahmen mit zahlreichen Gästen aus Politik, Kreis- und Stadtverwaltung offiziell ein.“

## Gegenwart
Nach erneuter zweijähriger Umbau-und-Renovierungsphase von 1994 bis 1996 präsentiert sich das Haus als Seminar- und Familienhotel „Haus Maria in der Aue“ und wird weiterhin in Trägerschaft des Familien-Ferien-Trägerwerks e. V. betrieben. Es verfügt über 73 Doppel- und 14 Einzelzimmer und wird für Tagungen, festliche Veranstaltungen und – in den Sommer- und Herbstferien – für Familien-Ferienfreizeiten genutzt. Es gab eine öffentliche Gastronomie, es fanden Musikveranstaltungen und Lesungen statt. Auch wurde die Fläche für parkende Autos deutlich erweitert und, nach einer Einbruchsserie im Jahre 1984, zudem beleuchtet.
Das Erzbistum Köln sowie das Familien-Ferien-Trägerwerk als Eigentümer des Hauses haben die Schließung des Tagungshotels zum Jahresende 2021 bestätigt. Grund für die Schließung ist der Beschluss des Erzbistums, im Rahmen der Sparzwänge die Zuschüsse für das Haus Ende 2022 einzustellen. Die bisherigen Zuschüsse des Bistums, die sich auf jährlich rund 800.000 Euro für den laufenden Betrieb und circa 200.000 Euro für Investitionen beliefen, entfallen ab 2023, so dass der Betrieb künftig nicht mehr in gewohnter Weise aufrechterhalten werden kann. Zusätzlich verschärft wurde die Finanznot des Hauses durch die aktuelle Corona-Pandemie. Der Lockdown verursachte einen monatlichen Verlust von mehr als 100.000 Euro, wodurch die finanziellen Reserven aufgezehrt wurden.
Laut einem Bericht der vom WDR am 17. August 2023 ausgestrahlten Sendung Lokalzeit aus Köln sollte das Haus zum Ende des Jahres 2023 ein Erholungsheim für Kinder und Jugendliche mit Adipositas werden. Jedoch wurde das Haus inzwischen an eine Investmentgesellschaft verkauft, die es wieder als Tagungshotel betreiben will.
Im Juni 2024 berichtete die Rheinische Post, dass es ein bauordnungsbehördliches Verfahren gegen die vormalige Eigentümerin gibt. Der Grund ist die Errichtung illegaler Bauwerke. Maria in der Aue ist nach wie vor als Tagungshotel genehmigt. Bauanträge für eine andere Nutzung wurden nie gestellt.